# Peter Crane
Peter Crane, né le 22 octobre 1948, est un réalisateur et producteur britannique né à Londres (Royaume-Uni).

## Filmographie

### Comme réalisateur

#### Cinéma
- 1973 : Assassin
- 1974 : Moments

#### Télévision
- 1981 : L'Homme qui tombe à pic ("The Fall Guy") (série télévisée)
- 1981 : Darkroom (série télévisée)
- 1982 : Matt Houston ("Matt Houston") (série télévisée)
- 1982 : K 2000 ("Knight Rider") (série télévisée)
- 1984 : Cover Up (TV)
- 1985 : Alfred Hitchcock présente (série télévisée)
- 1992 : Coopersmith (TV)
- 1993 : Kung Fu, la légende continue ("Kung Fu: The Legend Continues") (série télévisée)
- 1995 : Cops n Roberts

### Comme producteur
- 1957 : Golden Ivory
- 1973 : Assassin de Peter Crane
- 1974 : Moments de Peter Crane
- 2001 : One Eyed King de Bobby Moresco

#### Télévision
- 1996 : Lily Dale (TV)
- 1999 : The Passion of Ayn Rand (téléfilm)